# Хейлброн, Джон
Джон Лью́ис Хе́йлброн (англ. John Lewis Heilbron; 17 марта 1934, Сан-Франциско, Калифорния — 5 ноября 2023, Падуя, Венеция) — американский историк науки, известный прежде всего своими работами по истории физики и астрономии. Доктор наук, на протяжении большей части своей карьеры профессор Калифорнийского университета в Беркли. Член Американского философского общества (1990).

## Биография
Хейлброн получил образование в Калифорнийском университете в Беркли, где получил степени бакалавра (1955) и магистра (1958) по физике, а в 1964 году под руководством Томаса Куна защитил докторскую диссертацию по истории. После краткого периода работы заместителем директора проекта исследования источников по истории квантовой физики он получил место доцента (assistant professor) в Пенсильванском университете, однако уже в 1967 году вернулся в Беркли. В 1973 году Хейлброн стал профессором и заведующим кафедрой истории науки и технологий, в 1985 году — профессором истории и истории науки, а в 1994 году — почётным профессором. В 1990—1994 годах он занимал пост вице-канцлера университета, а с 1996 года работал на факультете истории Оксфордского университета и старшим научным сотрудником Оксфордского музея истории науки и Вустер-колледжа. Кроме того, учёный посещал в качестве приглашённого профессора Корнеллский университет (1985—1991), Калифорнийский технологический институт (1997) и Йельский университет (2002—2004).
В 1980—2008 годах Хейлброн работал главным редактором журнала Historical Studies in the Natural Sciences. Кроме того, он избирался президентом Международной академии истории науки на 2001—2005 годы.
Член Американской академии искусств и наук (1988) и иностранный член Шведской королевской академии наук (1987).
В своих трудах Хейлброн исследовал чрезвычайно разнообразный круг тем и вопросов из области истории науки. Так, он является автором монографий, посвящённых биографиям Генри Мозли, Макса Планка, Эрнеста Резерфорда и Галилео Галилея, а также истории геометрии, исследованиям электричества в XVII и XVIII веках, использованию средневековых церквей в качестве обсерваторий, истории Национальной лаборатории имени Лоуренса в Беркли и т.д. Центральной темой его исследований были сложные взаимосвязи между биографиями конкретных учёных, историей научных идей и развитием научных институтов.

## Награды и отличия
- Премия Уотсона Дэвиса и Хелен Майлз Дэвис[англ.] Общества историков науки (1988)
- Медаль Джорджа Сартона[англ.] Общества историков науки (1993)
- Премия Пфайзер[англ.] Общества историков науки (2001)
- Премия Пикте Ассоциации истории науки (2004)
- Премия Абрахама Пайса в области истории физики (2006) «за его новаторские и широкие исторические исследования, простирающиеся от астрономического использования церквей эпохи Возрождения и науки об электричестве XVII и XVIII веков до современной квантовой механики»[8]
- Почётный доктор университетов Болоньи (1988), Павии (2000) и Упсалы (2000).
- Иностранный член Шведской академии наук[9].

## Публикации
- Heilbron J.L. H.G.J. Moseley: The Life and Letters of an English Physicist, 1887-1915. — University of California Press, 1974.
- Heilbron J.L. Electricity in the 17th and 18th Centuries: A Study of Early Modern Physics. — University of California Press, 1979.
- Heilbron J.L. Historical Studies in the Theory of Atomic Structure. — Arno Press, 1981.
- Heilbron J.L., Wheaton B.R. Literature on the History of Physics in the 20th Century. — University of California Press, 1981.
- Heilbron J.L. Elements of Early Modern Physics. — University of California Press, 1982.
- Heilbron J.L. Physics at the Royal Society During Newton's Presidency. — William Andrews Clark Memorial Library, 1983.
- Heilbron J.L. The Dilemmas of an Upright Man: Max Planck as a Spokesman for German Science. — University of California Press, 1986.
- Heilbron J.L., Seidel R.W. Lawrence and His Laboratory: A History of the Lawrence Berkeley Laboratory. — University of California Press, 1989.
- Heilbron J.L. Geometry Civilized: History, Culture, Technique. — Oxford University Press, 1997.
- Heilbron J.L. The Sun in the Church: Cathedrals as Solar Observatories. — Harvard University Press, 1999.
- Heilbron J.L. Ernest Rutherford and the Explosion of Atoms. — Oxford University Press, 2003.
- The Oxford Companion to the History of Modern Science / ed. J.L. Heilbron. — Oxford University Press, 2003.
- The Oxford Guide to the History of Physics and Astronomy / ed. J.L. Heilbron. — Oxford University Press, 2005.
- Heilbron J.L. Galileo. — Oxford University Press, 2010.
- Aaserud F., Heilbron J.L. Love, Literature, and the Quantum Atom. — Oxford University Press, 2013.
- Heilbron J.L. Physics: A Short History from Quintessence to Quarks. — Oxford University Press, 2015.
- Heilbron J.L. The History of Physics: A Very Short Introduction. — Oxford University Press, 2018.
- Heilbron J.L. Niels Bohr: A Very Short Introduction. — Oxford University Press, 2020.
- Heilbron J.L. The Ghost of Galileo in a Forgotten Painting from the English Civil War. — Oxford University Press, 2021.
- Heilbron J.L. The Incomparable Monsignor: Francesco Bianchini's World of Science, History, and Court Intrigue. — Oxford University Press, 2022.
- Baggott J., Heilbron J.L. Quantum Drama: From the Bohr-Einstein Debate to the Riddle of Entanglement. — Oxford University Press, 2024.